# ファン・リーベック (小惑星)
ファン・リーベック (9239 van Riebeeck) は小惑星帯の小惑星。エリック・エルストがエルストがヨーロッパ南天天文台（ラ・シヤ）で発見した。
オランダの植民地監督者であり、ケープ植民地を建設したことで知られる、ヤン・ファン・リーベックに因んで名付けられた。ファン・リーベックは1652年12月17日、南アフリカで発見された最初の彗星C/1652 Y1について報じた。